# Sem Scheperman
Sem Scheperman, né le 24 juin 2002 à Holten aux Pays-Bas, est un footballeur néerlandais qui évolue au poste de milieu défensif à l'Heracles Almelo.

## Biographie

### En club
Né à Holten aux Pays-Bas, Sem Scheperman est formé par l'Heracles Almelo. En janvier 2022 il s'entraîne pour la première fois avec l'équipe première, et il signe son premier contrat professionnel le 5 mars 2022, valable jusqu'en juin 2023. 
Le 11 mai 2022, Scheperman joue son premier match en professionnel, lors d'une rencontre  d'Eredivisie contre le RKC Waalwijk. Il entre en jeu à la place de Nikolai Laursen et son équipe est battue par deux buts à zéro.
Lors de la saison 2022-2023, Scheperman participe à la remontée du club en première division, l'Heracles étant sacré champion de Eerste Divisie, et retrouve ainsi l'élite du football néerlandais un an après l'avoir quitté.

## Palmarès
Heracles Almelo
- Eerste Divisie (1) :
  - Champion : 2022-2023.